# 臼井景胤
臼井 景胤（うすい かげたね）は、戦国時代の武将。千葉氏の家臣。下総国臼井城主。

## 出自
臼井氏は平常兼の子臼井常康に始まる家系であるが、千葉氏一門にもかかわらず治承・寿永の乱では上総氏の家臣として戦うなど、千葉氏宗家との距離を置いた。享徳3年（1455年）からの享徳の乱の時に馬加康胤側について活躍した臼井教胤に子が無く、後に千葉孝胤の子・持胤を養子として家督を継承させたが、後に実子・俊胤が生まれたために、持胤は俊胤に家督を譲った。これを苦にした俊胤は持胤の子・幸胤に家督を譲って出家したものの、幸胤が子供のないまま急死したために再び家督を継承、明応5年（1496年）に景胤が誕生することになる。

## 略歴
永正11年（1514年）に父の隠居に伴って家督を継承する。足利義明が小弓城に入って「小弓公方」を名乗ると千葉氏から自立して小弓公方に従う。このことは下総国内に動揺を与え、古河公方・足利高基が千葉勝胤に宛てた千葉氏の忠義への謝意と臼井氏の不忠を詰る書状も残されている。これは印旛沼の支配を巡る臼井氏と千葉氏の争いに小弓公方・古河公方が介在したと考えられている（小弓城から古河城を攻める場合、あるいはその反対の場合も印旛沼の水運はその最短ルートになり得た）。景胤は下総国内における小弓公方側の最大勢力となり、里見義豊・真里谷恕鑑と並んで軍事的な中核に位置づけられた。
だが、天文7年（1538年）の第1次国府台合戦によって足利義明が討ち死にすると、景胤も千葉昌胤（勝胤の子）への降伏を余儀なくされ、昌胤の重臣・原胤貞の娘を娶らされることとなる。ただし、天文4年（1535年）に千葉氏の重臣原氏が小弓城を攻めた際に臼井氏勢力の妨害を受けていないこと、第1次国府台合戦時に里見氏・真里谷氏が出陣しているのに対して臼井氏は出陣していないこと、天文19年（1550年）に行われた千葉妙見宮の遷宮式に千葉・佐倉一帯の千葉氏関係者が殆ど参列しているにもかかわらず景胤ら臼井氏の参列がないことから、天文年間の早い段階で臼井氏が千葉氏・原氏によって制圧されてその勢力を奪われていたとも考えられている。佐藤博信は第1次国府台合戦の一因として臼井氏の屈服によって印旛沼地域が古河公方－千葉氏に掌握されたために、小弓公方は迂回して西下総の太日河を経由するルートを目指さざるを得なくなり、同河畔まで進出していた後北条氏との衝突が避けられなくなったとする見方を採っている。
弘治3年（1557年）死去、その跡を継いだ14歳の久胤は4年後の正木信茂による臼井城攻略の際に結城晴朝・水谷正村の許に逃れ、第2次国府台合戦後に臼井城が回復された際にはそのまま外祖父の原胤貞に奪われて臼井に戻ることはできなかった。